# Flora and Son
Flora and Son ist eine Filmkomödie von John Carney, die im Januar 2023 beim Sundance Film Festival ihre Premiere feierte und im September 2023 in die US-Kinos kam und in das Programm von Apple TV+ aufgenommen wurde. In dem Musikfilm findet eine von Eve Hewson gespielte Mutter durch ihren neuen von Joseph Gordon-Levitt gespielten Gitarrenlehrer wieder Lebensmut.

## Handlung
Flora lebt in Dublin und versucht allein ihren Sohn Max großzuziehen. Flora war erst 17 Jahre alt, als sie Max bekam, und kämpft darum, eine gute Mutter zu sein und gleichzeitig sich selbst treu zu bleiben. Ian, der Vater von Max, der sich heute mit Videospielen und Grasrauchen beschäftigt, hatte vor vielen Jahren eine kurze Zeit Erfolg mit seiner Band, doch diese Tage sind vorbei.
Flora hat verschiedene Jobs und arbeitet unter anderem als Kindermädchen. Nachdem der 14-Jährige geklaut hat, rät ihr die Polizei, sich für Max ein Hobby zu überlegen. Daher holt sie eine alte Gitarre aus dem Müllcontainer, lässt sie für Max reparieren, um gemeinsam mit ihm zu musizieren. Der lehnt dieses nachträgliche Geburtstagsgeschenk jedoch dankend ab. Es ist nicht so, dass Max keine Musik mag, doch er kreiert lieber Musikspuren auf seinem Computer.
So beschließt Flora, selbst Unterricht zu nehmen und findet in Jeff einen Gitarrenlehrer aus Topanga der sie für 20 US-Dollar pro Unterrichtseinheit via Zoom unterrichtet. Die junge Mutter hatte schon vor langer Zeit jeglichen Antrieb verloren, der langsam wieder zurückkehrt.

## Produktion

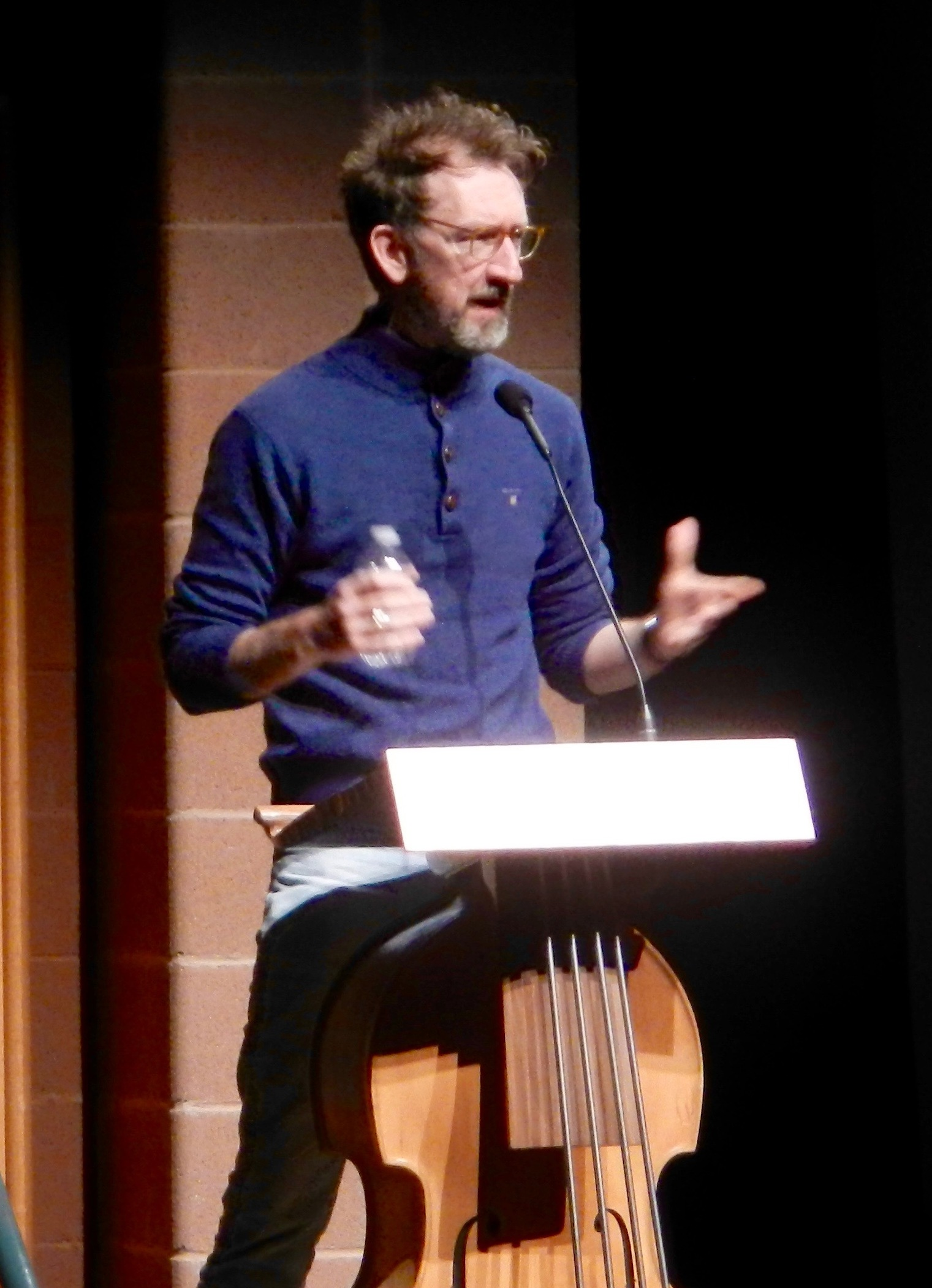
Regisseur John Carney

Regie führte John Carney, der auch das Drehbuch schrieb. Der Filmemacher ist der ehemalige Bassist der irischen Band The Frames. Sein Debütfilm Once gewann zahlreiche Preise, darunter einen Oscar für den besten Song. Auch seine nachfolgenden Filme Can a Song Save Your Life? und Sing Street waren Musikfilme.
Eve Hewson, die Tochter von Bono, dem Frontmann der Rockband U2, spielt Flora. Orén Kinlan spielt ihren Sohn Max. Joseph Gordon-Levitt ist in der Rolle von Floras Gitarrenlehrer Jeff zu sehen, der sie online unterrichtet. Jack Reynor spielt Ian, den Vater von Max.
Die deutsche Synchronisation entstand nach einem Dialogbuch und der Dialogregie von Timmo Niesner im Auftrag der FFS Film- & Fernseh-Synchron GmbH in Berlin. Alice Bauer leiht in der deutschen Fassung Hewson in der Rolle von Flora ihre Stimme und Robin Kahnmeyer seine Gordon-Levitt in der Rolle von Jeff.
Die Filmmusik komponierte Gary Clark, der gemeinsam mit dem Regisseur, wie bereits bei dessen Film Sing Street, auch die Texte schrieb. Joseph Gordon-Levitt hatte vor der Premiere erklärt, er habe sich gefreut, endlich einmal in einem Film zu musizieren. Er habe in Vorbereitung auf andere Filme Dinge wie das Laufen auf einem Drahtseil, das Kämpfen oder Hockeyspielen gelernt, dieses Mal hätte er jedoch auf eine seiner Fähigkeiten zurückgreifen können, die er zeit seines Lebens geübt hatte. Für den Film hätte er nur auf einem etwas höheren Niveau musizieren müssen. Das Soundtrack-Album mit 18 Musikstücken, darunter 5 Songs von Gordon-Levitt, aber auch Lieder von den Darstellern Eva Hewson und Orén Kinlan, wird am 15. September 2023 von Lakeshore Records als Download veröffentlicht. Im Januar 2024 folgte eine Veröffentlichung des Songs Meet in the Middle als Single.
Als Kameramann fungierte John Conroy, der zuletzt mit Idris Elba für Yardie und mit Rupert Everett für The Happy Prince zusammenarbeitete.
Die erste Vorstellung des Films erfolgte am 22. Januar 2023 beim Sundance Film Festival. Dort sicherte sich Apple die Rechte am Film. Im September 2023 wurde er beim Toronto International Film Festival gezeigt. Am 22. September 2023 kam der Film in ausgewählte US-Kinos, bevor er am 29. September 2023 weltweit in das Programm von Apple TV+ aufgenommen wurde.

## Rezeption

### Kritiken
Von den bei Rotten Tomatoes aufgeführten Kritiken sind 93 Prozent positiv bei einer durchschnittlichen Bewertung mit 7,4 von 10 möglichen Punkten. Auf Metacritic erhielt der Film einen Metascore von 76 von 100 möglichen Punkten.

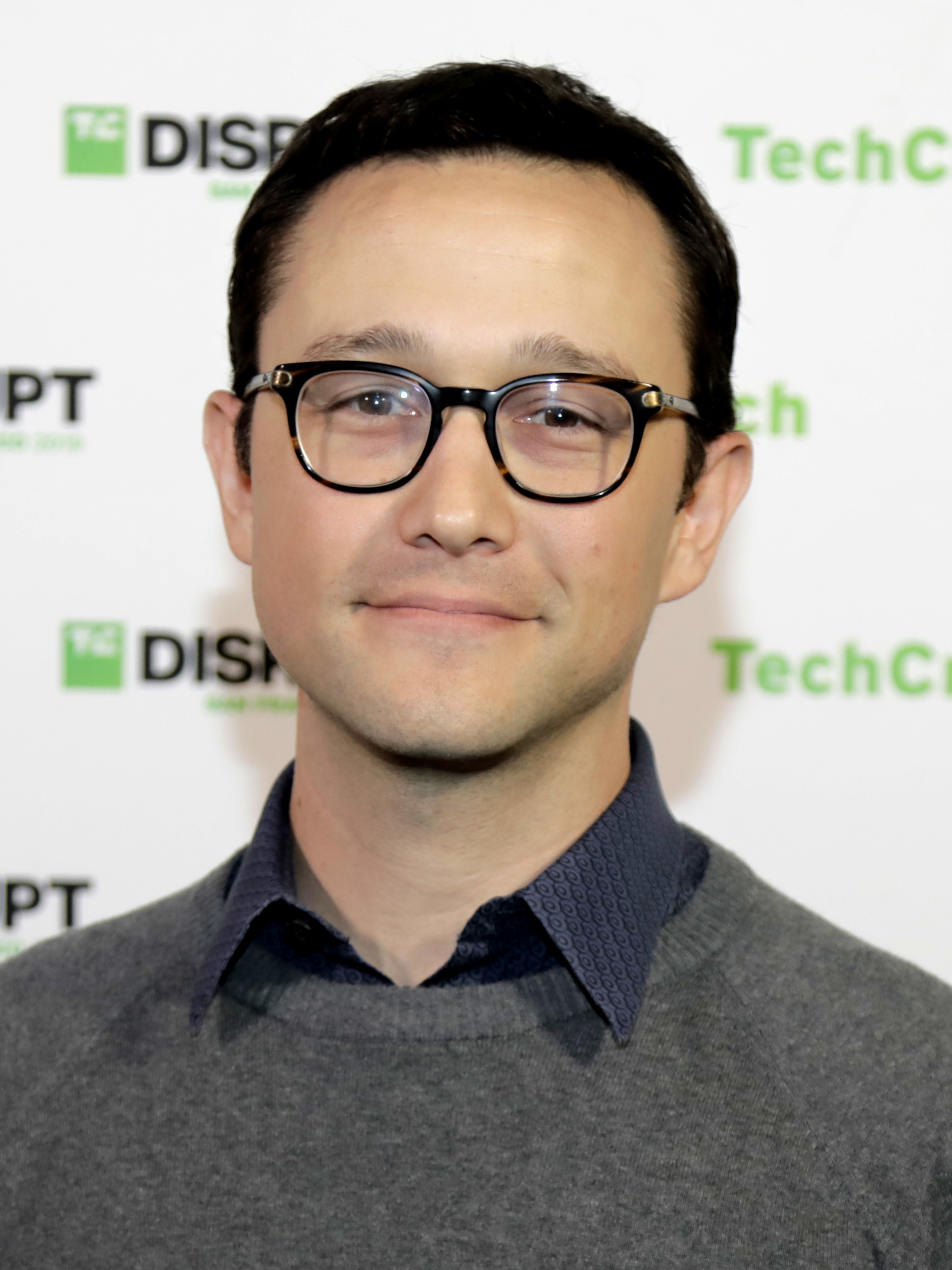
Joseph Gordon-Levitt spielt Floras Gitarrenlehrer Jeff

Mae Abdulbaki schreibt in ihrer Kritik bei screenrant.com, mit einer großartigen Besetzung, schönen Musiknummern und Eve Hewson in der Hauptrolle, enttäusche John Carney nicht. Hewson sei wunderbar in der Rolle von Flora. Diese sei einfühlsam und liebevoll, manchmal auch hart, und kümmere sich nicht darum, was andere von ihr denken. Sie sage, was sie fühlt, und Hewson bringt Floras Gefühle auf Schritt und Tritt auf den Punkt. Auch die Chemie zwischen Hewson und Joseph Gordon-Levitt sei sehr schön. Carney wisse, wie man ein unterhaltsames Erlebnis schafft und dabei trotz einiger erschütternder Momente einen Sinn für Humor bewahrt. Flora and Son zeige, wie schwer es sein kann, Mutter zu sein. Trotzdem stelle der Film sie nicht als Heilige da, sondern als einen Mensch mit so vielen Schichten, die auch schlechte Entscheidungen trifft und oft wütend ist, was Flora so nahbar mache. Der Film werde den Zuschauern an Herzen gehen, zum Lachen bringen und mit einem strahlenden Lächeln das Kino verlassen.
Owen Gleiberman von Variety schreibt, Carneys erster Film seit sieben Jahren, sei sein einfachster seit Once, sei berührend und webe die Musik mit einer Spontaneität in die Geschichte ein, die einen vor Freude zum Lachen bringt. Wie in Once scheine der ganze Film auf eine romantische Katharsis zuzusteuern, die jedoch nie eintritt, wo es in diesem Film vielleicht einer konventionelleren Lösung bedurft hätte.
Caryn James von The Hollywood Reporter bemerkt in ihrer Kritik, in all seinen Filmen gehe es Carney darum zu zeigen, dass Musik um ihrer selbst Willen eines der großen Geschenke des Lebens ist. In Flora and Son versuche Jeff dies Flora als ihr Gitarrenlehrer zu vermitteln.

### Auszeichnungen
Im Rahmen der Oscarverleihung 2024 wurden die Lieder Meet In The Middle und High Life aus dem Film in eine Shortlist der Kategorie Bester Song aufgenommen. Im Rahmen der Golden Tomato Awards ging Flora and Son als Zweitplatzierter unter den besten Musikfilmen des Jahres 2023 hervor.

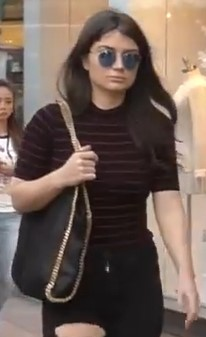
Eve Hewson spielt Flora

Hollywood Music in Media Awards 2023
- Auszeichnung als Bester Song – Spielfilm (High Life, Gary Clark, John Carney, Eve Hewson, Orén Kinlan, Jack Reynor und Joseph Gordon-Levitt)
- Nominierung als Bester Song – Onscreen Performance (High Life, Eve Hewson, Joseph Gordon Levitt, Orén Kinlan und Jack Reynor)[18][19]

Irish Film and Television Awards 2024
- Nominierung als Bester Film
- Nominierung für die Beste Regie (John Carney)
- Nominierung für das Beste Drehbuch (John Carney)
- Nominierung als Beste Hauptdarstellerin (Eve Hewson)[20]

National Board of Review Awards 2023
- Aufnahme in die „Top-Ten-Independentfilme“[21]